# 橫山秀夫
橫山 秀夫（1957年1月17日—）是出生於日本東京都的小說家、推理作家。畢業於東京都立向丘高等學校、國際商科大學（現在的東京國際大學）商學部。曾任職於群馬縣的上毛報社，當了十二年的記者，之後轉業為自由作家。日本警察小說的翹楚、堅持「一筆入魂」的社會派作家，號稱日本文壇的「平成的松本清張」。

## 經歷
自他進入上毛新聞報社工作之後，在這12年間是他從事記者的生涯。1991年，他的處女作《羅蘋計畫》獲得第9屆三得利推理小說大賞佳作獎，並以此為契機辭職離開報社，改行當了職業作家。退出報社之後，他花幾年時間出版了一部報告文學集《和平之芽》和一部紀實小說《沒有出口的海》，直到1998年才重寫推理小說。
憑藉十二年的記者經驗和觀察力，使他對警方內部的問題有更深的認識，於1998年就此方面寫下了《影子的季節》，一舉獲得第5屆松本清張賞。2003年出版的《登山者》更以他就職地方報社期間的經歷寫成，故事藍本源於1985年日本航空123號班機空難事故，揭露報社記者面對災難新聞的心境和報社的派系傾軋。
他的警察小說與以刑事偵查為主流的創作方向大相逕庭，著重刻畫警察組織與個人的矛盾衝突、警局內部的權力鬥爭，以及事件背後的人性，被評論界視為「新警察小說的誕生」。2000年他又以《動機》榮獲第53屆日本推理作家協會獎，在推理文壇掀起了一股警察小說的熱潮。
他日以繼夜地不停寫作，導致長時間的睡眠不足。2006年出版《震度0》之後,一度因健康問題而擱筆。睽違七年後推出了新作《64》，以昭和64年（1989年）D縣發生的翔子小妹妹綁架撕票事件為背景，描寫深入刑事部與警務部的全面鬥爭。該書推出後，不但奪得2013年「這本推理小說真厲害！」國內篇的第一名，也同時名列2013年本屋大賞的第2位。

## 受賞・候補歴
- 1991年 《羅蘋計畫》第9回三得利推理大賞佳作
- 1998年 《影子的季節》第5回松本清張賞受賞、第120回直木賞候補
- 2000年 《動機》第53回日本推理作家協會賞（短編部門）受賞、第124回直木賞候補
- 2002年 《第三時效》第16回山本周五郎賞候補
- 2003年 
  - 《半自白》第128回直木賞候補
  - 《登山者》第17回山本周五郎賞候補
- 2004年 《登山者》第1回本屋大賞第2位
- 2005年 《臨場》第5回本格推理大獎（小説部門）候補
- 2013年 《64》第10回本屋大賞第2位
- 2016年 《64》英文版獲提名國際匕首獎，這是亞洲作家第一位

## 作品

### D縣警系列
- 影子的季節/阴暗的季节/灰色季节（陰の季節，1998年10月 文藝春秋 / 2005年4月 臉譜 / 2007年  群众出版社 / 2013年 译林出版社 / 2024年 北京日报出版社）
  - 收錄作品：影子的季節（陰の季節） / 地之聲（地の声） / 黑色線條（黒い線） / 公事包（鞄）
- 動機（2000年10月 文藝春秋 / 2006年2月 臉譜）
  - 收錄作品：動機 / 逆轉之夏（逆転の夏） / 情報來源（ネタ元） / 密室之人（密室の人）
- 顏 FACE（顔 FACE，2002年10月 徳間書店 / 2006年9月 獨步文化）
  - 收錄作品：狩獵魔女（魔女狩り） / 訣別的春季（決別の春） / 疑惑的素描（疑惑のデッサン） / 共犯（共犯者） / 心的槍口（心の銃口）
- 64（ロクヨン，2012年10月　文藝春秋 / 2013年11月 臺灣東販 / 2021年4月 圓神出版）

### F縣警強行犯系列
- 第三時效（第三の時効，2003年2月 集英社 / 2009年6月 獨步文化 / 2023年7月 春天出版）
  - 收錄作品：沉默的不在場證明（沈黙のアリバイ） / 第三時效（第三の時効） / 囚犯的困境（囚人のジレンマ） / 密室的漏洞（密室の抜け穴） / 人像的微笑（ペルソナの微笑） / 黑白正片（モノクロームの反転）

### 非系列作品
- 和平之芽－把原子彈爆炸・沼田鈴子的故事流傳下去（平和の芽－語りつぐ原爆・沼田鈴子ものがたり，1995年7月 講談社）
- 沒有出口的海－載人魚雷回天特攻作戰的悲劇（出口のない海－人間魚雷回天特攻作戦の悲劇，1996年4月 講談社Magazine Novels Document）
- 半自白（半落ち，2002年9月 講談社 / 2006年9月 獨步文化 / 2021年10月 春天出版）
- 窮追不捨（深追い，2002年12月 實業之日本社 / 2011年1月 獨步文化）
  - 收錄作品：窮追不捨（深追い） / 間接得知（又聞き） / 薪火相傳（引き継ぎ） / 另有隱情（訳あり） / 排拒在外（締め出し） / 一箭之仇（仕返し） / 事不關己（人ごと）
- 真相（2003年5月 雙葉社 / 2008年8月 新雨）
  - 收錄作品：真相 / 第十八洞（18番ホール） / 失眠（不眠） / 花環之海（花輪の海） / 別人的家（他人の家）
- 登山者/高度狂熱（クライマーズ・ハイ，2003年8月 文藝春秋 / 2006年9月 獨步文化 / 2022年2月 圓神出版）
- 踏影而行（影踏み，2003年11月 祥傳社 / 2016年4月 新雨）
  - 收錄作品：消息 / 刻印 / 抱擁 / 業火 / 使徒 / 遺言 / 行方 影踏み
- 看守者之眼（看守眼，2004年1月 新潮社 / 2008年4月 皇冠）
  - 收錄作品：看守者之眼（看守眼） / 自傳（自伝） / 口頭禪（口癖） / 凌晨五點的入侵者（午前五時の侵入者） / 安靜的房子（静かな家） / 秘書課的男人（秘書課の男）
- 臨場/终身验尸官（2004年4月 光文社 / 2006年4月 獨步文化 / 2012年 译林出版社 / 2023年10月 春天出版 / 2023年 北京日报出版社）
  - 收錄作品：紅色名片（赤い名刺） / 眼前的密室（眼前の密室） / 盆栽女子（鉢植えの女） / 餞別（餞） / 聲音（声） / 半夜的調查報告（真夜中の調書） / 黒星 / 十七年蟬（十七年蝉）
- 羅蘋計畫（ルパンの消息，2005年5月 光文社Kappa Novels / 2008年1月 皇冠）
- 震度0（2005年7月 朝日新聞社 / 2009年1月 皇冠）
- 臨場特書（臨場スペシャルブック，2010年3月 光文社文庫）
  - 收錄作品：造孽（罪つくり） / 墓碑（墓標） / 未來之花（未来の花） / 倒數（カウントダウン）
- 北光（ノースライト，2019年2月 新潮社 / 2020年12月 圓神出版）

### 未單行本化作品
- 孤燈（孤灯，中央公論新社『中央公論』2004年4月號 - 2007年3月號）
- 廣域（広域，講談社『小説現代』2006年1月號 - 2008年5月號） - F縣警強行犯系列

### 漫畫原作
- 事件列島Bull（事件列島ブル，繪畫：奧谷通教，1993年4月-6月 講談社【1 - 2】）
- PEAK!（繪畫：娜迦由香，2000年11月-12月 少年Magazine Comics【1 - 2】）
- 強行（繪畫：所十三，2004年7月-12月 講談社Uppers KC【1 - 4】）
- * 收錄作品：第三時效（第三の時効） / 沉默的不在場證明（沈黙のアリバイ） / 密室的漏洞（密室の抜け穴） / 囚犯的困境（囚人のジレンマ）

### 漫畫化作品
- 窮追不捨（深追い，繪畫：高岩義廣，2005年11月 Mansun Comics）
- 沒有出口的海（出口のない海，繪畫：松尾志世里，2006年9月 講談社KC Deluxe）
- 看守者之眼（看守眼，繪畫：大竪汐，2007年7月 office YOU Comics）
- 臨場（繪畫：上農Hiro昭，2007年9月 芳文社Comics）

## 影像化作品

### 電視劇
TBS
- 週一電視劇SP
  - 影子的季節系列（主演：上川隆也《二渡警視》）
    1. 影子的季節（陰の季節，2000年5月1日，原作：《影子的季節》所收錄的〈影子的季節〉）
    2. 動機（2001年1月29日，原作：《動機》所收錄的〈動機〉 / 《影子的季節》所收錄的〈黑色線條〉）
    3. 告密（密告，2001年12月24日，原作：《影子的季節》所收錄的〈地之聲〉）
    4. 失蹤（失踪，2002年10月28日，原作：《看守者之眼》所收錄的〈看守者之眼〉）
    5. 事故（2003年3月17日，原作：《影子的季節》所收錄的〈公事包〉）
    6. 刑事（2003年9月15日，原作：刑事勳章 / 警告）
    7. 清算（2004年11月29日，原作：清算）
- 週一Mystery劇場
  - 逆轉之夏（逆転の夏，2001年9月3日，主演：佐藤浩市，原作：《動機》所收錄的〈逆轉之夏〉）
  - 橫山秀夫懸疑劇
    - 第三時效系列 - 原作全部收錄在《第三時效》
      1. 沉默的不在場證明（沈黙のアリバイ，2002年7月8日，主演：渡邊謙《朽木班長》）
      2. 第三時效（第三の時効，2003年2月24日，主演：緒形直人《森刑事》・段田安則《楠見班長》）
      3. 密室的漏洞（密室の抜け穴，2003年5月5日，主演：石橋凌《東出刑事》・伊武雅刀《村瀬班長》）
      4. 人像的微笑（ペルソナの微笑，2004年5月3日，主演：金子賢《矢代刑事》）
      5. 囚犯的困境（囚人のジレンマ，2004年9月13日，主演：橋爪功《田畑課長》）
      6. 黑白正片（モノクロームの反転，2005年6月13日，主演：段田安則《楠見班長》・伊武雅刀《村瀬班長》）

    - 真相（2005年5月2日，主演：小林稔侍）
    - 情報來源（ネタ元，2005年9月5日，主演：澤口靖子，原作：《動機》所收錄的〈情報來源〉）
    - 三鐘署系列
      1. 窮追不捨（深追い，2005年11月7日，主演：椎名桔平）

富士電視台
- 顏（顔，2003年4月15日-6月24日，全11集，主演：仲間由紀惠《平野巡査》，原作：顏 FACE）

NHK綜合
- 登山者（クライマーズ・ハイ，2005年12月10日-12月17日，前後編，主演：佐藤浩市《悠木和雅》）

WOWOW
- 劇集W
  - 震度0（2007年8月12日，主演：上川隆也《冬木優一》）
  - 羅蘋計畫（ルパンの消息，2008年9月21日，主演：上川隆也《溝呂木義人》）
  - 橫山秀夫懸疑四部曲1
    1. 第十八洞（18番ホール，2010年3月14日，主演：仲村亨，原作：《真相》所收錄的〈第十八洞〉）
    2. 誤報（2010年3月21日，主演：岸谷五朗，原作：《看守者之眼》所收錄的〈安靜的房子〉）
    3. 自傳（自伝，2010年3月28日，主演：玉山鐵二，原作：《看守者之眼》所收錄的〈自傳〉）
    4. 別人的家（他人の家，2010年4月4日，主演：渡部篤郎，原作：《真相》所收錄的〈別人的家〉）

  - 橫山秀夫懸疑四部曲2 - 原作全部收錄在短篇集《窮追不捨》
    1. 窮追不捨（深追い，2011年3月20日，主演：谷原章介）
    2. 薪火相傳（引き継ぎ，2011年3月27日，主演：北村一輝）
    3. 排拒在外（締め出し，2011年4月3日，主演：小出恵介）
    4. 一箭之仇（仕返し，2011年4月10日，主演：三浦友和）

朝日電視台
- 週六Wide劇場
  - 半自白（半落ち，2007年12月8日，主演：椎名桔平《志木和正》）
- 臨場系列（主演：内野聖陽《倉石義男》）
  - 第一章（2009年4月15日-6月24日，全10集）
  - season 2（2010年4月7日-6月23日，全11集）

### 電影
- 半自白（半落ち，2004年1月10日公開，配給：東映，監督・劇本：佐佐部清，主演：寺尾聰） - 榮獲第28回日本電影金像獎最優秀作品獎
- 沒有出口的海（出口のない海，2006年9月16日公開，配給：松竹，監督：佐佐部清，劇本：山田洋次・富川元文，主演：市川海老藏）
- 登山者（クライマーズ・ハイ，2008年7月5日公開，配給：東映・GAGA，監督・劇本：原田眞人，主演：堤真一） - 榮獲第32回日本電影金像獎優秀作品獎
- 臨場 劇場版（2012年6月30日公開，配給：東映，監督：橋本一，主演：内野聖陽）